# Rivesaltes (kanton)
Rivesaltes var en fransk kanton indtil 2015 beliggende i departementet Pyrénées-Orientales i regionen Languedoc-Roussillon. Kantonen blev nedlagt i forbindelse med en reform, der reducerede antallet af kantoner i Frankrig. Kantonens kommuner indgår nu i de nye kantoner La Vallée de l'Agly, La Côte Salanquaise og Le Ribéral.
Rivesaltes bestod af 8 kommuner :
- Rivesaltes (hovedby)
- Pia
- Salses-le-Château
- Espira-de-l'Agly
- Peyrestortes
- Opoul-Périllos
- Vingrau
- Cases-de-Pène